# Émile Abry
Ne doit pas être confondu avec Émile Aubry.
Émile Frédéric Gustave Abry (14 septembre 1880, Paris - 14 juin 1957, Paris) est un professeur, écrivain et proviseur français.

## Biographie
Émile Abry naît le 14 septembre 1880 à Paris, passe une licence ès lettres en 1901 et une agrégation de lettres en 1905. Cette même année, il est professeur au lycée de Tulle, puis au lycée de Besançon en 1908. En 1910, il est censeur au lycée d'Alger et enfin proviseur du Lycée de Valence en 1914. Il est mobilisé du 1er août 1914 à 1919. Il est d'abord lieutenant dans un régiment de zouaves puis capitaine de réserve. Il obtient la croix de guerre 1914-1918, une citation. 
De 1919 à 1922, il est proviseur au lycée de Colmar, puis du lycée de Bordeaux en 1923. En 1929, il remplace Georges Ferté au poste de proviseur du lycée Louis-le-Grand, jusqu'en 1931. Il est proviseur du lycée Condorcet de 1931 à 1937. Il est inspecteur de l'académie de Paris à partir du 1er octobre 1937.  À partir de 1941, il est inspecteur général de l'instruction publique. Il perd ce poste en 1942 et prend sa retraite après la libération, en octobre 1944.

## Œuvres[4]
- Histoire illustrée de la littérature française (1912)
- Les Grands Ecrivains de France illustrés (1934)
- Philosophes et moralistes au XVIIe siècle, Descartes, La Rochefoucauld, Pascal, La Bruyère, Bayle (1939)
- La Littérature d'hier et d'aujourd'hui (1943)

## Distinctions
- Croix de guerre 1914–1918 (une citation)
- Chevalier de la Légion d'honneur (1932)
- Officier de la Légion d'honneur (1938)